# Hôtel Mizpah
L'hôtel Mizpah (en anglais : Mizpah Hotel) est un hôtel américain situé à Tonopah, dans le Nevada. Construit en 1907, cet établissement est inscrit au Registre national des lieux historiques depuis le 7 juillet 1978. Il est membre des Historic Hotels of America depuis 2013.

## Histoire
L'hôtel Mizpah fut construit en 1907, en même temps que les premières constructions de la ville. Jusqu'en 1927, il faisait partie des plus hautes constructions du Nevada. Au début du XXe siècle, l'hôtel était le haut lieu de rencontres de la ville, tant pour affaires que pour le loisir. À cette époque, c'était l'un des hôtels les plus modernes et luxueux de l'Ouest Américain. Au fil du temps, la ville a progressivement perdu de son attrait. Le Mizpah hôtel a même fait faillite en 1999. Il fut racheté et rouvrit en 2011.
La particularité de cet hôtel est tous les témoignages et les récits paranormaux rapportés par les visiteurs lors de leurs visites : des personnes ressentent des sueurs froides ou chaudes, entendent des bruits, voient des choses du coin de l’œil dans les couloirs. Les femmes de ménage (qui sont sensibles au paranormal) auraient demandé à ne pas nettoyer certaines chambres qu'elles sentent être hantées. 
Il y aurait cinq fantômes qui sont reconnus ici : l'un d'entre eux (le plus connu) serait « la femme en rouge ». Deux femmes revêtues de rouge seraient présentes dans la cave. Les trois autres fantômes seraient des enfants au 3e étage. Aucune histoire n'est connue sur ces enfants. Les personnes disent entendre des rires, des gloussements ou des sons d'enfants qui courent le long du couloir.
La « femme en rouge » était une prostituée qui rencontrait ses clients à l'hôtel. D'après ce qu'on sait, il s'agirait d'Evelyn Mae Johnston et elle aurait été tuée par la jalousie d'un amant, qui l'aurait étranglée et poignardée devant sa chambre. Elle est née en 1879 et fut tuée en janvier 1914. Elle résidait dans la chambre 504, au 5e étage.
Depuis la réouverture de l'hôtel, beaucoup de visiteurs disent avoir entendu ou avoir senti sa présence. Il se peut qu'elle visite les personnes venant dormir dans son ancienne chambre, et la légende dit que si vous êtes un homme, elle viendra plus facilement. 
D'après les témoignages, les visiteurs perçoivent parfois quelqu'un d'allongé au-dessus de leur couverture. Certaines personnes ont même senti une main très froide passer sur leur épaule, ou encore des objets se déplacer pendant la nuit. 
Un autre fantôme connu est celui du sénateur démocrate Key Pittman, décédé dans sa chambre deux jours avant les élections sénatoriales du 10 novembre 1940. Des membres de son parti ont d'abord caché son décès, plaçant son corps dans une baignoire remplie de glace. Mais cette version est contestée, l'archiviste Guy Rocha affirmant qu'il serait mort le 10 novembre à l'hôpital de Reno alors qu'il venait d'être réélu.
Dans le sous-sol de l'hôtel se trouve le Caveau, qui faisait partie de la banque située dans l'hôtel, au début des années 1900. Une histoire raconte que trois hommes auraient creusé un tunnel menant au coffre fort pour voler tout ce qu'ils pouvaient. Au moment de sortir, l'un d'entre eux a décidé de tout garder pour lui et a tué les deux autres. Ces deux hommes morts hanteraient le caveau.
Un couloir serait également hanté. D'après les témoignages, des personnes auraient ressenti une froideur, une ombre descendre les escaliers alors qu'il n'y avait personne. 
Au rez-de-chaussée, une pièce faisait partie de la banque qui existait à l'époque (aujourd'hui transformée en musée traçant l'histoire de Tonopah et de l'hôtel).